# Bedford (del av en befolkad plats)
Bedford är en del av en befolkad plats i Australien. Den ligger i kommunen Bayswater och delstaten Western Australia, nära delstatshuvudstaden Perth. Antalet invånare är 4 575.
Runt Bedford är det tätbefolkat, med 982 invånare per kvadratkilometer.. Närmaste större samhälle är Perth, nära Bedford. 
Runt Bedford är det i huvudsak tätbebyggt. Genomsnittlig årsnederbörd är 820 millimeter. Den regnigaste månaden är juli, med i genomsnitt 142 mm nederbörd, och den torraste är januari, med 11 mm nederbörd.